# Pallacanestro Interclub
La Pallacanestro Interclub Muggia è la principale associazione sportiva dilettantistica di pallacanestro a Muggia (provincia di Trieste). Ha disputato ventidue campionati di Serie A2.
Fondata nel 1968, gioca al Palasport di Aquilinia (PalAquilinia).

## Storia
Nel 1980 l'Interclub disputa, per la prima volta, la Serie B. Otto anni dopo, al termine del campionato 1987-1988, conquista la sua prima promozione in Serie A2. Nel 1990-91 retrocede nuovamente in B, salvo ritornare nella serie cadetta nel 1994.
Nel 1999 è finalista della Coppa di Lega di Serie A2, persa contro l'Albino, e nel 2002-03 retrocede nella nuova Serie B d'Eccellenza femminile. Con Giorgio Krecic in panchina, Muggia torna in A2 dopo appena una stagione. Dal 2004-05 disputa l'A2. Al termine della stagione 2007-08 si classifica al 15º posto e retrocede in Serie B d'Eccellenza. Nel 2008-09 partecipa al campionato di serie B d'Eccellenza col marchio Coopsette accedendo alla poule promozione e ai play-off. Nella stagione 2009-10 sempre sotto il nome di Coopsette ripete e migliora la stagione precedente arrivando alla finale promozione; inoltre si qualifica alla coppa Italia di serie B d'Eccellenza dove si piazza al secondo posto perdendo in finale contro la Vassalli Vigarano. Nella stagione 2010-11 dopo aver vinto il proprio girone e i successivi playoff promozione, viene sconfitta nelle finali a 3, piazzandosi seconda nel mini girone e venendo poi ripescata e promossa in serie A2.
Nella stagione 2011-12, la squadra ha militato nel campionato di serie A2 ottenendo il 5º posto in regular season con 30 punti totali (frutto di 15 vittorie e 11 sconfitte) e arrivando sino alle semifinali promozione, dove è stata eliminata dalla formazione della Vassalli Vigarano (quest'ultima poi promossa nella massima serie nazionale).
Nella stagione 2014-15, dopo sole quattro stagioni, viene retrocessa in Serie B. Nelle quattro stagioni successive raggiungerà per due volte le semifinali e per due volte le finali promozione, senza riuscire ad ottenere il salto di categoria.
Alla ripresa dei campionati dopo la pandemia di Covid-19, il campionato di Serie B 2020-21 si concluderà con la retrocessione ed il successivo ripescaggio, ma la Serie C è solo rimandata di un anno. La permanenza nella quarta serie nazionale dura solamente una stagione, visto che nel 2022-23 la regular season è chiusa al secondo posto dietro alla Dinamo Gorizia, poi sconfitta per 2-1 nella finale playoff.
Ha vinto inoltre nove titoli nazionali giovanili, compresi due campionati italiani "3 contro 3".

## Cronistoria
| Cronistoria della Pallacanestro Interclub Muggia. |
| --- |
| - 1968 · Fondazione della società - 1987-88 · in Serie B, promossa in Serie A2. - 1988-89 · in Serie A2. - 1989-90 · in Serie A2. - 1990-1991 · 13ª nel Girone Nord di Serie A2, retrocessa in Serie B. - 1991-1993 - 1993-94 · in Serie B, promossa in Serie A2 (terzo livello). - 1994-95 · in Serie A2. - 1995-96 · in Serie A2. - 1996-97 · in Serie A2. - 1997-1998 · 3ª nel Girone A di Serie A2, ammessa alla nuova Serie A2. - 1998-99 · 5ª nel Girone A in Serie A2; Finale di Coppa di Lega. - 1999-2000 · 11ª nel Girone A in Serie A2. - 2000-01 · 12ª nel Girone A in Serie A2. - 2001-02 · 10ª nel Girone A in Serie A2, 2ª nel Girone 1 della Poule retrocessione. - 2002-03 · 14ª nel Girone Nord in Serie A2, retrocessa in Serie B d'Eccellenza. - 2003-04 · in Serie B d'Eccellenza, promossa in Serie A2. - 2004-05 · 12ª nel Girone A in Serie A2, vince una semifinale play-out del Girone A. - 2005-06 · 9ª nel Girone Nord in Serie A2. - 2006-07 · 12ª nel Girone Nord in Serie A2, vince la finale play-out del Girone Nord. - 2007-08 · 15ª nel Girone Nord in Serie A2, retrocessa in Serie B d'Eccellenza. - 2008-09 · 4ª nel Girone A/2 della Serie B d'Eccellenza, 4ª nella Poule Promozione A, quarti di finale play-off del Girone A. - 2009-10 · 1ª nel Girone B/2 della Serie B d'Eccellenza, 4ª nella Poule Promozione B, finale play-off del Girone B. - 2010-11 · 1ª nel Girone A/2 della Serie B d'Eccellenza, perde lo spareggio promozione, ammessa in Serie A2. - 2011-12 · 5ª nel Girone Nord in Serie A2, semifinali play-off del Girone Nord. - 2012-13 · 9ª nel Girone Nord in Serie A2, quarti di finale play-off del Girone Nord. - 2013-14 · 2ª nel Girone A (Conference Nord-Est) della Serie A2, 6ª nel Girone A della Poule promozione. - 2014-15 · 9ª nel Girone B della Serie A2, 7ª nel Girone G della Poule Retrocessione, retrocessa in Serie B. - 2015-16 · 4ª nella Serie B regionale, perde la finale play-off. - 2016-17 · 1ª nella Serie B Veneto, perde la semifinale play-off. - 2017-18 · 1ª nella Serie B Veneto, perde la finale play-off. - 2018-19 · 6ª in Serie B Veneto, perde la semifinale play-off. - 2019-20 · 12ª nella Serie B Veneto (campionato interrotto per pandemia). - 2020-21 · 6ª nel Girone Est della Serie B Veneto, 5ª nel Girone Argento, retrocessa in Serie C, poi ripescata in Serie B. - 2021-22 · 8ª nel Girone Est della Serie B Veneto, 7ª nel Girone Argento, retrocessa in Serie C. - 2022-23 · 2ª nel Girone Unico della Serie C Friuli Venezia Giulia, vince la finale playoff promossa in Serie B Veneto. - 2023-24 · 14ª nel Girone Unico della Serie B Veneto, perde 2-0 nel primo turno dei playout contro Sarcedo, retrocessa in Serie C, poi ripescata in Serie B Veneto. |